# Бо Пип
Бо Пип (англ. Bo Peep) — персонаж франшизы «История игрушек». Её озвучила Энни Поттс. В первых двух частях она выступает как второстепенный герой и является любовным интересом Шерифа Вуди. Отсутствовав в третьей части, Бо возвращается в «Истории игрушек 4» как один из главных героев.

## Характеристика
Бо Пип была второстепенным персонажем в первых двух фильмах франшизы. Жена Джона Лассетера, Нэнси, считала, что Джесси была отличным дополнением для «Истории игрушек 2», поскольку воспринималась как более сильный и содержательный персонаж, нежели чем Бо.
Тем не менее, Бо получила главную роль в «Истории игрушек 4». Она преобразилась в этом мультфильме; Кэрри Хобсон объяснила для GameSpot, что команда, трудящаяся над проектом, решила переопределить характер персонажа для четвёртой части и работала над закреплением определённых черт её личности. Она стала «персонажем, который решил не сидеть сложа руки, пока жизнь наладится. Она научилась приспосабливаться». В интервью некоторые сотрудники объяснили, что «пытались создать очень сильного персонажа». Они добавили: «Чтобы закрепить эту идею, мы никогда не хотели, чтобы её волосы двигались».

### Озвучка
Энни Поттс озвучивала Бо Пип в мультфильмах «История игрушек», «История игрушек 2» и «Истории игрушек 4». Сценаристка Валери Лапойнт сказала, что в последнем актриса придала новой версии Бо более глубокий голос, с большей выдержкой и естественным обаянием.
В видеоигре Toy Story Racer героиню озвучивает Ребекка Уинк.

## Появления

### «История игрушек»
Бо — фарфоровая игрушка, принадлежащая младшей сестре Энди, Молли. У неё есть трёхголовая овца. Тем не менее, Энди часто играет с ней, используя как деву в беде. Пип — романтический интерес главного героя Вуди; также она является для него голосом разума. Бо показана нежной, женственной и добросердечной. Когда к игрушкам Энди присоединяется Базз, он становится популярным, а Вуди, бывший ранее таким, затмевается, но Бо поддерживает его. После того, как Вуди случайно скидывает Базза из окна, Бо не начинает испытывать к нему неприязнь после случившегося, как остальные. В конце фильма, когда Вуди и Базз возвращаются, она целует шерифа.

### «История игрушек 2»
Бо появляется только в начале и в конце мультфильма. Она снова выступает романтическим интересом Вуди, флиртуя с ним, а также уверяет его, что Энди всегда будет заботиться о шерифе.

### «История игрушек: Большой побег»
Бо ненадолго появилась в начале третьего мультфильма, но не разговаривала. Она мелькала на записях домашних кассет, которые снимала мама Энди. В реальном времени выясняется, что Бо была одной из игрушек, которые Энди отдал другим детям. 

### «История игрушек 4»

Бо Пип в четвёртой части франшизы

В августе 2015 года стало известно, что Бо Пип сыграет главную роль в четвёртой части, с первоначальными сообщениями о том, что мультфильм будет сосредоточен на приключениях Вуди и Базза, ищущих Бо.
Начальная сцена фильма показывает, как Бо разлучают с Вуди: за девять лет до событий мультфильма, мать Энди отдаёт лампу Бо вместе с ней и её овцами. Вуди пытается убедить Бо остаться, но она говорит, что это часть цикла игрушек. Недолго Вуди думает пойти с Бо, но не решается, поняв, что нужен Энди.
Основной сюжет фильма разворачивается после того, как Энди отдаёт свои игрушки девочке Бонни в конце третьей части. Бонни берёт их и Вилкинса, которого сделала сама, в путешествие. Во время поездки Вилкинс выпрыгивает из трейлера, и Вуди отправляется за ним. Он замечает лампу Бо в окне антикварного магазина и решает поискать её внутри. Бо там нет, но вскоре Вуди сталкивается с ней на детской площадке возле магазина. Бо всё ещё со своей овцой. В разговоре с Вуди она рассказывает о своей жизни после того, как её отдали. Пип сменила наряд: она теперь использует своё платье как плащ. Она также помогает другим потерянным игрушкам.
Бо отказывается от предложения Вуди пойти с ним и начать принадлежать Бонни, поскольку приняла свою жизнь «потерянной игрушки». Тем не менее она соглашается помочь ему найти Вилкинса по старой дружбе. Бо также рассказывает, что некоторое время назад сломала руку, но ей удалось снова прикрепить её к себе скотчем. Вскоре они встречаются с остальными и идут спасать Вилкинса от куклы Габби Габби. Во время миссии Вуди спешит, чтобы залезть в рюкзак Бонни, которая сейчас в магазине, но это приводит к тому, что овца Бо попадает в плен к Габби Габби. Бо удаётся освободить её, но она отказывается от второй попытки освободить Вилкинса, из-за чего Вуди ругается с ней. Позже, понимая, что любит его, Бо возвращается помочь ему и мирится.
Группа пытается помочь Габби Габби стать игрушкой девочки Хармони, которая постоянно посещает антикварный магазин, которым руководит её бабушка, но та не берёт куклу. Когда Габби Габби находит другую девочку, потерявшуюся на карнавале, Бо и Вуди возвращаются к фургону Бонни и прощаются друг с другом. Вуди колеблется, ведь хочет быть с Бо, и Базз поддерживает его, заявляя, что с Бонни всё будет в порядке. Тогда он прощается с остальными и остаётся со своей возлюбленной.

### «Жизнь лампы»
31 января 2020 года вышел короткометражный мультфильм «Жизнь лампы», который показывает местонахождение Бо между разлукой и воссоединением с Вуди.

## Отзывы и критика
В Slate роль Бо Пип в первых двух мультфильмах назвали «трофеем за мужской кино-героизм: белокурая, голубоглазая, нежная и условно красивая женщина, которая существовала, чтобы Вуди спасал её за и получал вознаграждение за свои героические действия в виде целомудренных поцелуев». В The Washington Post предполагали, что Бо «была, возможно, такой же хрупкой, как сам фарфор».
«Именно возвращение Бо вдохновило режиссёра Джоша Кули и продюсеров Джонаса Риверу и Марка Нилсена на большой риск при создании четвёртого мультфильма, когда предыдущие три имели огромный успех у критиков».
После возвращения в «Истории игрушек 4» в качестве главной героини Бо получила широкое освещение. Журналист The Telegraph написал, что «новая версия Бо Пип в штанах вместо старого розового платья пастушки, тянущегося до пола, и шляпки — это правильный способ рассказать историю». Майкл Кавна из The Washington Post отмечал, что «ни один персонаж в „Истории игрушек 4“ от Pixar не источал такого сильного чувства собственного достоинства, как Бо», и заявил, что её новый образ стал символом, отражающим вклад сильных женщин. Инку Кан из Slate считал, что Бо стала «редким женским персонажем, раскрытым в сиквеле, чья история не кажется второстепенной». В The National подчёркивали, что Бо превратилась «в супергероя, который возглавляет множество спасательных операций, которыми славится франшиза». Джош Ньюис-Смит заявил, что Бо — «просто сильный женский персонаж Disney, которая нужна нам в 2019 году».
Однако новый образ Бо также вызвал и негативную критику. Стелла Даффи сказала, что её новое воплощение не является феминистским, потому что «она все равно влюбляется, у неё всё ещё будет „долго и счастливо“, это не феминизм! Это женщина, которая сбрасывает юбку, чтобы показать свои шаровары». В Vogue писали, что Бо превратилась из «пастушки в беде» в «задиристую девчонку».
Журналистка Даниэль Чолакян из GEN предположила, что движение Me Too оказало влияние на новый образ Бо. Она также отметила, что продюсер Джейсон Ривера утверждал, что Бо была переработана для этого фильма «Командой Бо», состоящей из пяти женщин, которые намеренно не взяли мужчин для этого дела. Другой продюсер, Марк Нилсен, добавлял, что во время разработки фильм носил кодовое название «Пип».